# Embrach
Embrach je město v kantonu Curych ve Švýcarsku. Žije zde přibližně 9 400 obyvatel.

## Geografie
Embrach se nachází v údolí Embrachertal, 6 km severovýchodně od mezinárodního letiště Curych a 15 km severně od Curychu, v širokém bočním údolí řeky Töss ve tvaru písmene U. Dno údolí tvoří rovina o rozloze 500 hektarů, dlouhá 5 kilometrů a široká až 1,5 kilometru. Rovina je na východě ohraničena svahy Blauen, na západě Dättenberg, na jihu Ghei a Egg a na severu soutěskou Töss. Potok odvádí vodu z Embrachertalu na sever do Tössu u Rorbasu. Krajina byla vytvořena Linthským ledovcem v období Riss doby ledové.
Z celkové rozlohy Embrachu 12,72 km² tvoří 45,4 % lesy nebo lesní pozemky, 31,6 % zemědělská půda a 21,4 % plochy osídlení plus dopravní plochy (stav k roku 2018).
Osídlení Embrachu se rozkládá především podél hlavní dopravní osy z Oberdorfu na jihu do centra Hard na severu. Samotný Embrach je 3 km dlouhá obec, rozkládající se podél hlavní silnice číslo 344. Nejvyšším bodem je plošina v oblasti Blauen v nadmořské výšce 609 m. Nejnižším bodem je řeka Töss západně od malé vodní elektrárny Freienstein v nadmořské výšce 360 m. Centrum obce s reformovaným kostelem leží v nadmořské výšce 428 m, asi 6 km severovýchodně od letiště v Curychu. Sousedními obcemi jsou Bülach, Dättlikon, Freienstein-Teufen, Lufingen, Oberembrach, Pfungen, Rorbas a Winkel.

## Historie

Letecký pohled (1923)

Ve střední nebo mladší době bronzové zde bylo malé sídliště, které bylo pravděpodobně opuštěno; z doby železné nejsou žádné nálezy. Nejstarší doklad o osídlení údolí Embrachu (820) se týká vesnice a mlýna Illingen (spadající pod klášter Grossmünster). Záznamy o kolegiátním klášteře svatého Petra v Embrachu utrpěly zkázou za válek ve středověku. To je pravděpodobně jeden z důvodů, proč jsou jeho rané dějiny značně nejasné; v roce 1044 udělil pán kostela Hunfried von Mömpelgard (Montbéliard-)Wülflingen majetek kostela v Embrachu štrasburskému opatství. Od roku 1189 je kostel svatého Petra doložen jako kolegiátní klášter. Původně štrasburské léno v držení Toggenburgů bylo na konci 13. století zakoupeno Kyburgy a Habsburky a v roce 1452 přešlo spolu s kyburským panstvím na Curych. V roce 1386 byla vesnice i klášter vypáleny švýcarskými konfederačními vojsky; kostel byl od roku 1392 obnoven. Další dva nájezdy na vesnici a kostel následovaly v roce 1444. Ten byl v roce 1446 od základů přestavěn. Kromě proboštského beneficia měl klášter do roku 1446 dvanáct kanovnických beneficií a poté jedenáct. Statuta byla revidována v roce 1454. Probošt byl zároveň farářem rozsáhlé farnosti Embrach. Ke konci 15. století město Curych zpřísnilo kontrolu hospodaření farnosti kvůli nedbalému hospodaření probošta Johannese von Cham. Mezi vlastnickými a panskými právy, která byla v této době jasně vymezena, přičemž vynikaly čtyři nižší dvory Embrach, Berg am Irchel, Breite a Hegi. Vrchnostenský dvůr patřil ke kyburskému panství. V roce 1524 byl na žádost posledního probošta Heinricha Brennwalda zrušen jako první církevní instituce v rámci curyšské reformace. Správu embrachovského klášterního úřadu poté převzali městští správci, a to až do roku 1798.
Kostel z roku 1446 se v roce 1778 zřítil v důsledku místního zemětřesení; současný raně klasicistní příčný oválný kostel byl postaven na jiném místě v letech 1779–1780 Davidem Vogelem. Vřava druhé koaliční války v květnu 1799 nezpůsobila žádné škody. V roce 1802 byla u Embrachu přepadena helvétskými oddíly vojenská jednotka pod vedením kapitána Schaufelbergera. Při přestřelce byla vypleněna radnice a fara. V roce 1809 se Oberembrach oddělil od Embrachu jako samostatná politická obec (církevně stále patří pod Embrach). V období restaurace byl Embrach sídlem stejnojmenného Oberamtu. V roce 1831 se novým okresním městem stal Bülach a stará úřední budova byla jako správní centrum zrušena.

## Obyvatelstvo

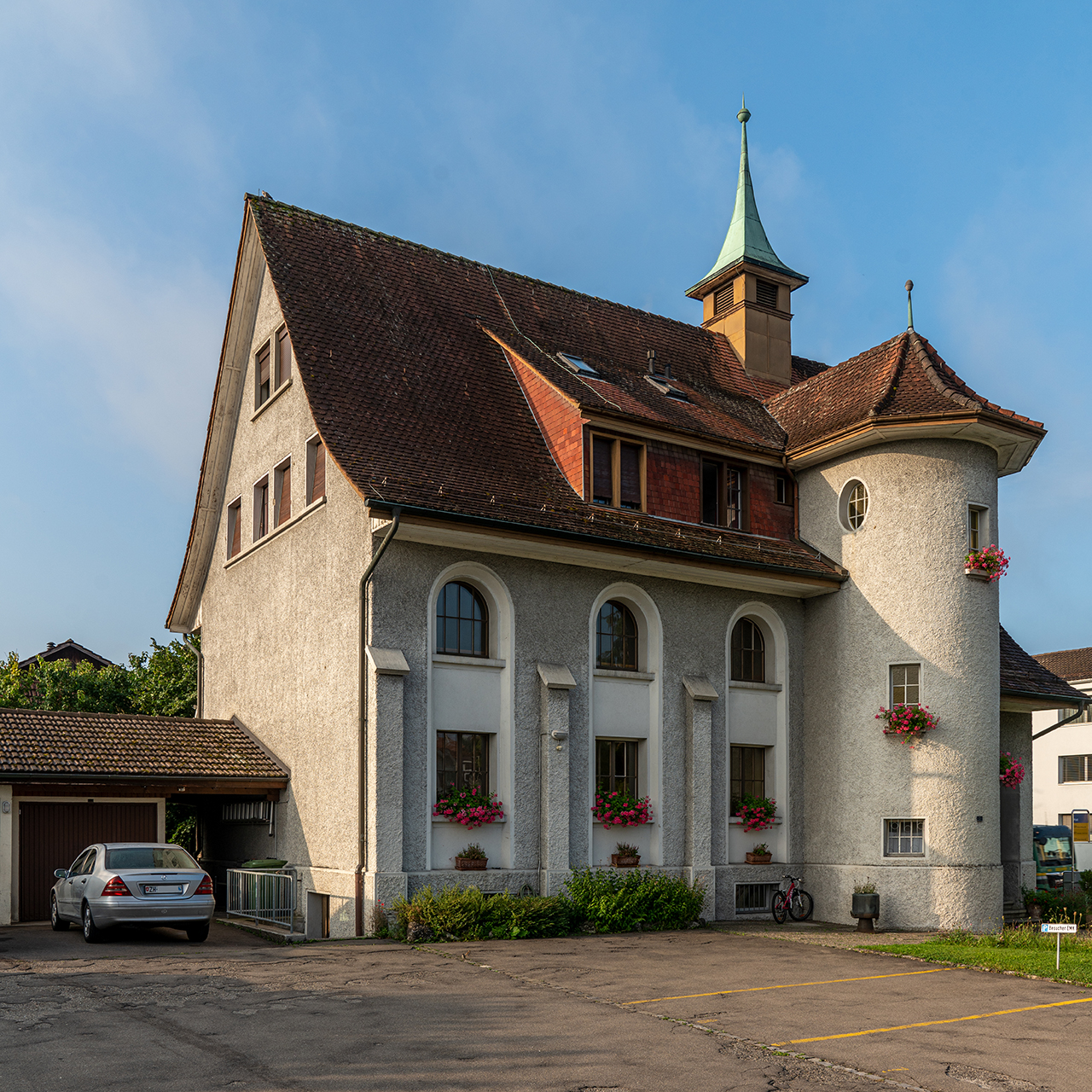
Metodistický kostel

| Rok            | 1850 | 1900 | 1950 | 2000 | 2005 | 2010 | 2015 | 2020 | 2022   |
| Počet obyvatel | 1429 | 1581 | 1958 | 7380 | 8269 | 8856 | 9143 | 9600 | 10 001 |

### Náboženství
Embrach se nachází v převážně reformovaném kantonu Curych (24,5 % oproti 22,9 % římskokatolického obyvatelstva). V roce 2022 se k evangelické reformované církvi hlásilo 24,9 % obyvatel, k římskokatolické 21,5 % a 53,6 % obyvatel mělo jinou nebo žádnou konfesní příslušnost.

## Hospodářství
Na svazích Sonnenbergu a Guldenbergu na východě obce se již od středověku pěstuje vinná réva. Prvními průmyslovými podniky v údolí byly v roce 1871 Zinggelerova přádelna hedvábí (zbořena v roce 1990) a v roce 1899 Thonwaarenfabrik Embrach AG (uzavřena v roce 1974). Sociální struktura původně venkovské obce se změnila. Ve druhé polovině 20. století se enormně zvýšila obytná a průmyslová výstavba a s ní i počet obyvatel. V letech 1963–1965 bylo údolí Embrachu zcela reorganizováno. V nedávné minulosti se Embrach díky své výhodné geografické poloze vůči Winterthuru, Bülachu, Curychu a zejména letišti Kloten stal domovem mnoha dojíždějících. Východně od centra obce byly na území bývalých vinic postaveny rodinné domy a severně od nich především bytové domy.

## Doprava

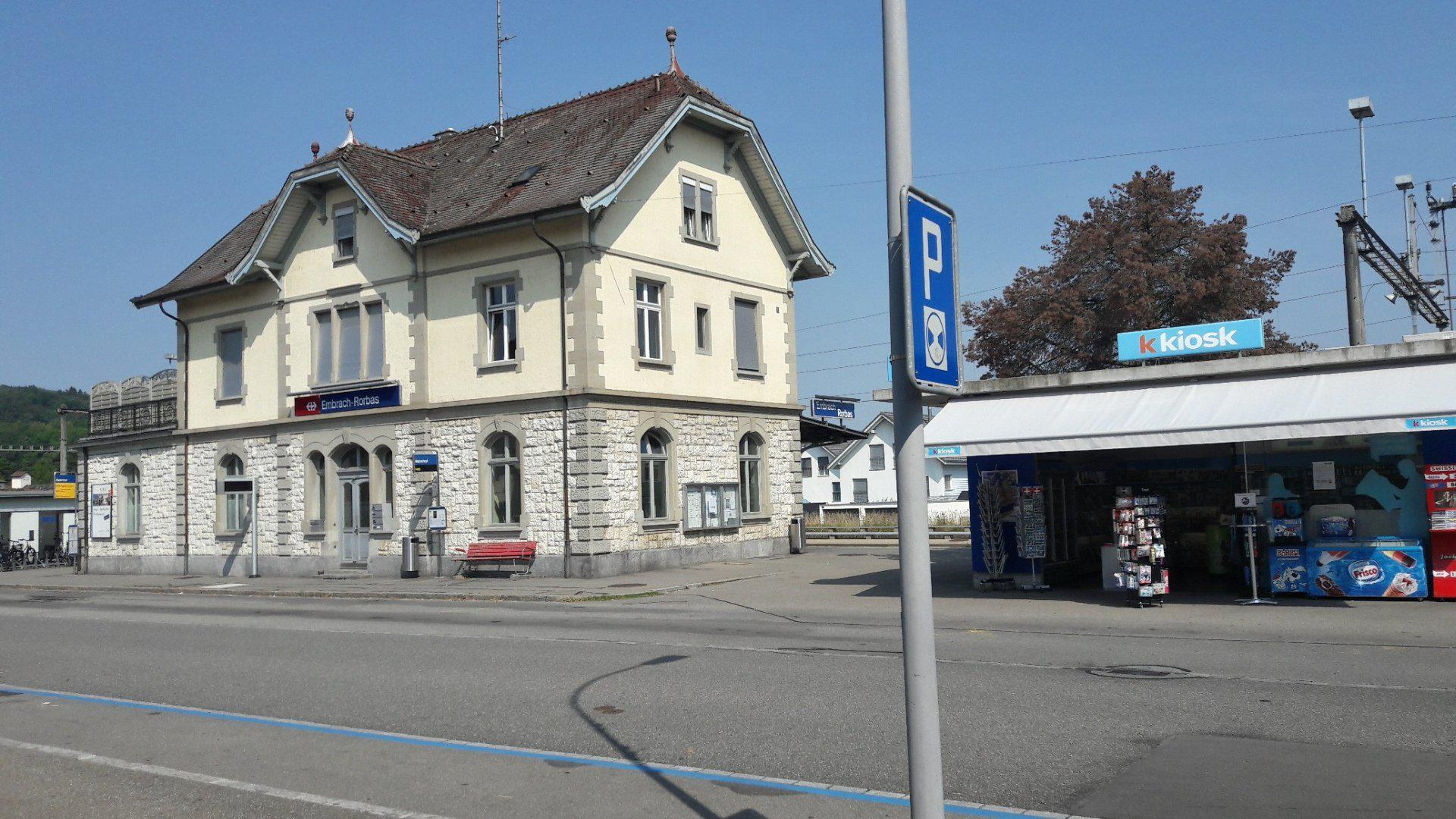
Železniční stanice Embrach-Rorbas

V roce 1862 byl do údolí zaveden dostavník na trase Rorbas – Embrach – Kloten. V roce 1870 získala společnost Schweizerische Nordostbahn (NOB; ředitel Alfred Escher) koncesi na výstavbu železniční tratě Winterthur – Embrach – Bülach – Koblenz. Stavba byla zahájena v roce 1874 a podílelo se na ní v průměru 1400 dělníků z Itálie, 225 železničních vozů a 60 koní. V roce 1875 byl potok u mlýna Haumühle překlenut železničním mostem (ocelovým/kamenným). V roce 1907 musel být most zpevněn a v roce 1950 byl přestavěn na kamenný obloukový most. Tunel a celá železniční trať byly otevřeny v roce 1876. V důsledku toho se osídlení Embrachu rozvíjelo severním směrem a charakter obce se změnil ze shlukové vsi na protáhlou ulicovou vesnici. V roce 1902 byla NOB začleněna do Švýcarských spolkových drah (SBB).
Po silnici se z Embrachu lze za 10 minut dostat na curyšské letiště (po dálnici A51) a také na dálnici A1.

## Partnerská města
- Třemošnice, Česko